# Ornithoctonus aureotibialis
Ornithoctonus aureotibialis là một loài nhện trong họ Theraphosidae.
Loài này thuộc chi Ornithoctonus. Ornithoctonus aureotibialis được miêu tả năm 2005 bởi von Wirth & Striffler.